# Còssifa alablau
El còssifa alablau (Cossypha cyanocampter) és una espècie d'ocell paseriforme de la família dels muscicàpids pròpia de l'Àfrica occidental i central. Habita els boscos tropicals i subtropicals de frondoses humits i els de l'estatge montà. El 2016, el seu estat de conservació era de risc mínim.